# Заводской район (Орёл)
Заводской район — административный район в составе города Орла. Площадь района — 49,1 км², в нём насчитывается 215 улиц, проездов, переулков, 16 парков и скверов.

## История
19 сентября 1937 г. вышло постановление ВЦИК об образовании Орловской области с центром в городе Орле. Как приложение к постановлению произведено так же административное деление территории самого нового областного центра с образованием в пределах исторически сложившихся городских границ 3 административных районов: Советского, Железнодорожного и Заводского (по данным Государственного архива Орловской области внутригородские районы в Орле образованы 26 мая 1938 года).  В 1960 году Заводской район также как и другие районы города был упразднён, а в 1963 году восстановлен.
Заводской район получил своё название из-за тяготения большей части заводов и фабрик к южной части города. Заводской район берет своё начало от левого берега реки Оки и правого берега Орлика до южной окраины города в районе завода Химмаш. Однако, территорию района можно считать самым старым районом Орла. К нему относится территория первого Орла, где на стрелке слияния двух рек Оки и Орлика в 1566 году была заложена крепость для защиты южных рубежей Русского государства.

## Население
Заводской район является самым крупным по численности населения территориальным образованием Орловской области. Здесь проживает почти 105 тысяч человек.
| 1939     | 1959     | 1970     | 1979     | 1989     | 2002     | 2009     |
| -------- | -------- | -------- | -------- | -------- | -------- | -------- |
| 45 268   | ↗56 958  | ↗89 170  | ↗101 052 | ↗108 061 | ↘107 586 | ↘103 220 |
| 2010     | 2012     | 2013     | 2014     | 2015     | 2016     | 2017     |
| ↗104 358 | ↗105 349 | ↗106 002 | ↗106 175 | ↗107 622 | ↗108 119 | ↘107 678 |
| 2018     | 2019     | 2020     | 2021     | 2023     |          |          |
| ↘106 810 | ↘105 557 | ↘104 762 | ↗105 057 | ↘103 065 |          |          |

### Национальный состав
По итогам переписи населения 2020 года проживали следующие национальности (национальности менее 0,1 % и другое, см. в сноске к строке «Другие»):
| Национальность | Численность, чел. | Доля     |
| -------------- | ----------------- | -------- |
| Русские        | 89 478            | 85,17 %  |
| Украинцы       | 442               | 0,42 %   |
| Армяне         | 296               | 0,28 %   |
| Азербайджанцы  | 188               | 0,18 %   |
| Туркмены       | 161               | 0,15 %   |
| Арабы          | 130               | 0,12 %   |
| Белорусы       | 124               | 0,12 %   |
| Индийцы        | 122               | 0,12 %   |
| Другие         | 14 116            | 13,44 %  |
| Итого          | 105 057           | 100,00 % |

## Экономика
Около 41,8 тысяч человек работают во всех отраслях экономики района. На территории района зарегистрировано около 2,5 тыс. хозяйствующих субъектов всех форм собственности, кроме того, около 5 тысяч индивидуальных предпринимателей. В Заводском районе действует 27 детских садов и 15 общеобразовательных школ. 59 % бюджета города дают предприятия Заводского района, среди них: ЗАО «Велор», ЗАО «Дормаш», ЗАО «Гамма», ОАО «Орелрастмасло». Кроме того, в Заводском районе трудятся 27 строительно-монтажных предприятий, 7 транспортных, 321 предприятие бытового обслуживания и сферы услуг, 569 предприятий стационарной торговой сети (магазины).

## Архитектура
В Заводском районе сохранилось множество зданий и построек, которые пережили революции, войны и испытание временем. К настоящему времени в районе сохранилось 5 храмов построенных не позже конца XIX века. Богоявленская церковь является самой старой каменной постройкой города Орла. Основание же её относится к середине XVII века. В советское время в ней располагался кукольный театр и со времени передачи её Орловской Епархии продолжается её восстановление. Восстановлена колокольня, утраченная ещё в 1900 году. На улице Нормандия — Неман находится Смоленский храм, который является кафедральным собором Орловской Епархии. Во время войны была утрачена колокольня, а после храм использовался под цеха орловского хлебозавода. Сейчас внешний облик храма восстановлен и теперь храм, построенный в честь победы в Отечественной войне 1812 года виден практически из любой точки города.
В историческом центре города находилась Гостиная площадь — место торговли орловских купцов и ремесленников. Самая старая площадь города в нынешнем Заводском районе в 1920 году получила имя Карла Маркса. В 2002 году в связи с решением увековечить имя знаменитого земляка она была переименована в площадь Ермолова. На ней в 1795 году было построено здание народного училища, в 1808 преобразованное в мужскую гимназию. С середины XIX века здание не изменялось в архитектуре. В нёем находился юридический факультет Орловского Государственного Университета, а ныне — исторический факультет. Рядом с народным училищем в 1799 году было возведено здание городского магистрата. В конце XIX века в нём размещалась городская дума. Во время войны здание сильно пострадало. Купол был разрушен полностью. При реставрации оно несколько видоизменилось. В настоящее время в нём размещается театр юного зрителя «Свободное пространство». Напротив здания думы в конце XIX века был открыт Коммерческий банк. Красивое красное здание с шатрами и башнями напоминало в своей архитектуре старое здание московской городской думы на Красной площади. Во время оккупации в нём размещалась немецкая комендатура. Война не пощадила шатры, башни, и балкон здания. Главный шатер был восстановлен в начале 1980-х. В 1977 году оно включено в список архитектурных памятников области. В настоящее время в нём размещается орловский филиал Центрального банка РФ. Недалеко от Комсомольской площади на улице Комсомольской (бывших Кромских) стоит двухэтажный дом купца Серебряникова. Построенный в 1905 году дом дошел до нас в неизменном виде. В настоящее время в нём размещается управление по памятникам архитектуры орловщины.
- Здание Центрального банка
- Корпус ОГУ
- Автовокзал

## Памятники
На территории района имеются памятники и мемориальные доски в память об освобождении Орловщины от нацистских захватчиков. После войны на месте Кромской площади был разбит большой Комсомольский сквер и площадь переименована в Комсомольскую. В 1972 году в центре сквера был открыт памятник комсомольцам. На доске установленной на постаменте высечено: «Комсомольцам Орловщины, героически павшим за свободу и независимость нашей родины в 1941—1945». В районе «Ботаника» возле военной части и тогда ещё военного аэродрома в 1973 году была установлена металлическая стела с рвущимся в небо истребителем «МиГ-17». Памятник, сооружен по проекту архитектора О. С. Вернослова. Мемориал посвящён советским летчикам, героически сражавшимся в орловском небе.
Кроме памятников, посвящённых военной тематике имеются и памятники посвящённой литературным деятелям. Недалеко от сквера Ермолова расположен памятник писателю орловцу Н. С. Лескову, который запечатлен в окружении своих литературных героев. Памятник А. С. Пушкину был открыт в честь 200-летия со дня рождения поэта и установлен перед Польским корпусом Орловского государственного университета. Там же установлен памятник С. А. Есенину, который неоднократно приезжал в Орёл к своей первой семье, недалеко от того места где стоял их дом.
- Памятник Н. С. Лескову
- Памятник А. П. Ермолову
- Комсомольский сквер
- Памятник Ивану Грозному

## Культура
В Заводском районе расположен один из старейших музеев России — Орловский краеведческий музей. Его собрания насчитывают тысячи фондов и экспонатов по истории Орловского края. В 1983 году был открыт отдельный отдел областного краеведческого музея, посвящённый тематике Великой Отечественной войны. Орловский Военно-исторический Музей разместился в старом здании-особняке, в котором во время войны находился штаб объединения Нормандия — Неман, на улице носящей тоже название. Его главный экспонат — диорама «Прорыв советских войск у деревни Измайлово»
В районе имеются 2 кинотеатра: «Современник» и «Октябрь». Оба кинотеатра проходили капитальный ремонт и являются современными широкоформатными кинотеатрами с несколькими кинозалами. «Октябрь» и «Современник» имеют залы для просмотров фильмов в формате 3D.